# Proculus burmeisteri
Proculus burmeisteri là một loài bọ cánh cứng trong họ Passalidae.

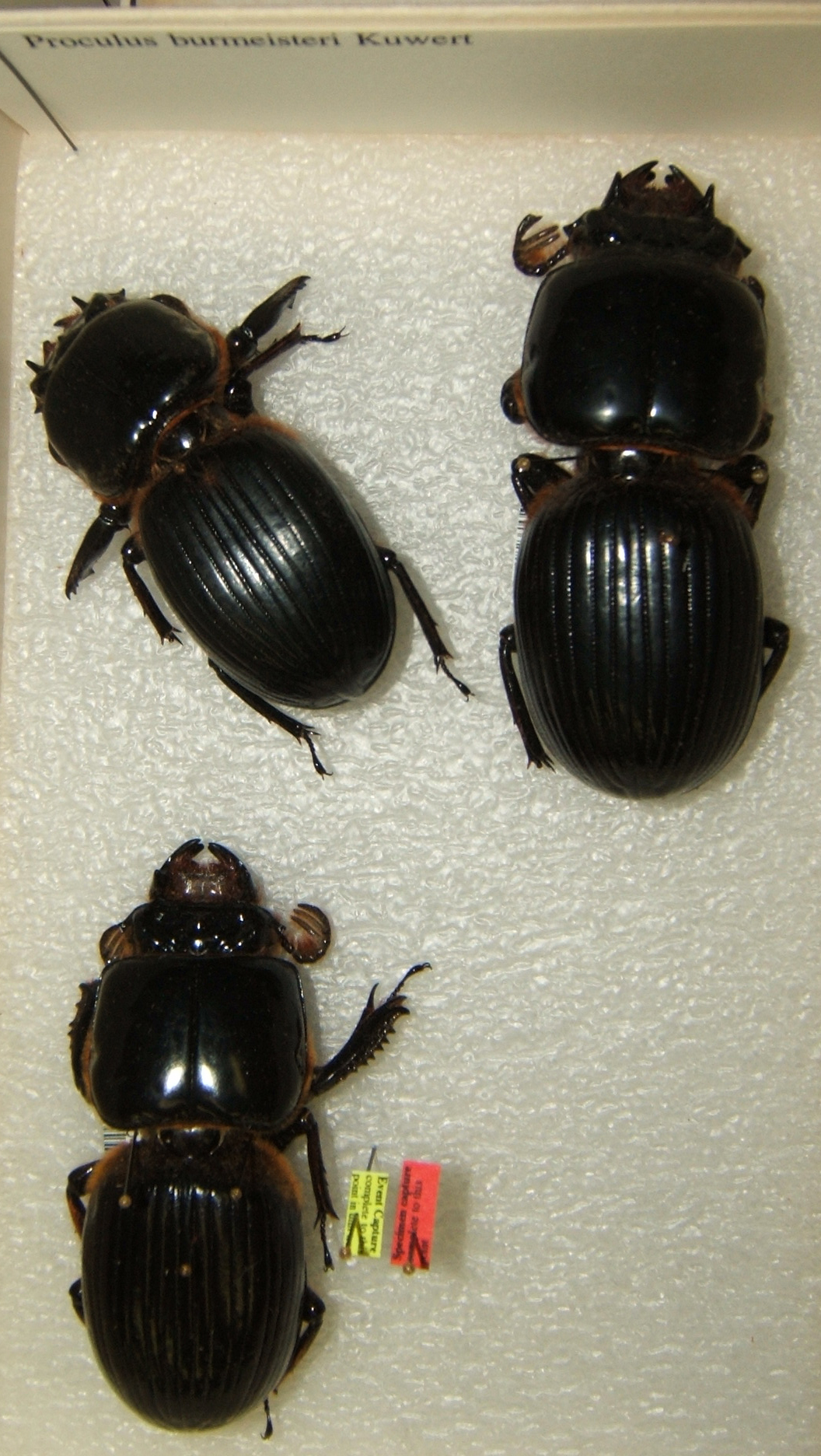
Specimen collection